# ジェラール・ポルティーリエ
ジェラール・ポルティーリエ（Gerard Portielje、1856年2月6日 - 1929年5月18日）は、ベルギーの画家である。伝統的なスタイルの風俗画を描いた。

## 略歴
アントウェルペンで生まれた。父親のヤン・ポルティーリエ（Jan Portielje: 1828-1903）はアムステルダム生まれで、ブリュッセルやアントウェルペンで肖像画家として働いた人物である。弟のエドワール・ポルティーリエ（Edward Antoon Portielje: 1861-1949）も画家になり、やはり風俗画を描いた。
アントウェルペンの商業学校を卒業した後、1870年からアントウェルペン美術アカデミーで、ポリドール・ボーフォー（Polydore Beaufaux: 1829–1905) やジョゼフ・ヴァン・レリウス（1823-1876）、エドワール・デュジャルダン（Edward Dujardin: 1817-1889）らに学んだ。
1882年にアントウェルペンで結婚しアントウェルペンに住んだ。
1887年にフランス東部のヴォージュ地方の山地や、アルザス地域を旅行した。1898年にイギリスに渡り、サフォークの海岸の街ローストフト（Lowestoft）などを訪れた。
ベルギーの画家の絵画をニューヨークでも販売したアントウェルペンの画商のアルベール・デュイフェター（Albert D'Huyvetter: 1847-1907) と契約し、伝統的なスタイルの風俗画を描いた。父親や弟もデュイフェターと契約していた。1897年のブリュッセル万国博覧会を記念する郵便切手のデザインもした。。
アントウェルペンの画廊で何度か展示会を開いた。1898年から1925年の間、アントウェルペンの市内の学校の美術教師を務めた。
1914年に第一次世界大戦が始まった後、オランダのオーステンデ経由でイギリスに避難し、サリー州のウースターパーク（Worcester Park）で暮らし、その地域の風景やカントリーハウスを描いた。1919年にアントウェルペンに戻った。
1929年にアントウェルペンが亡くなった。

## 作品

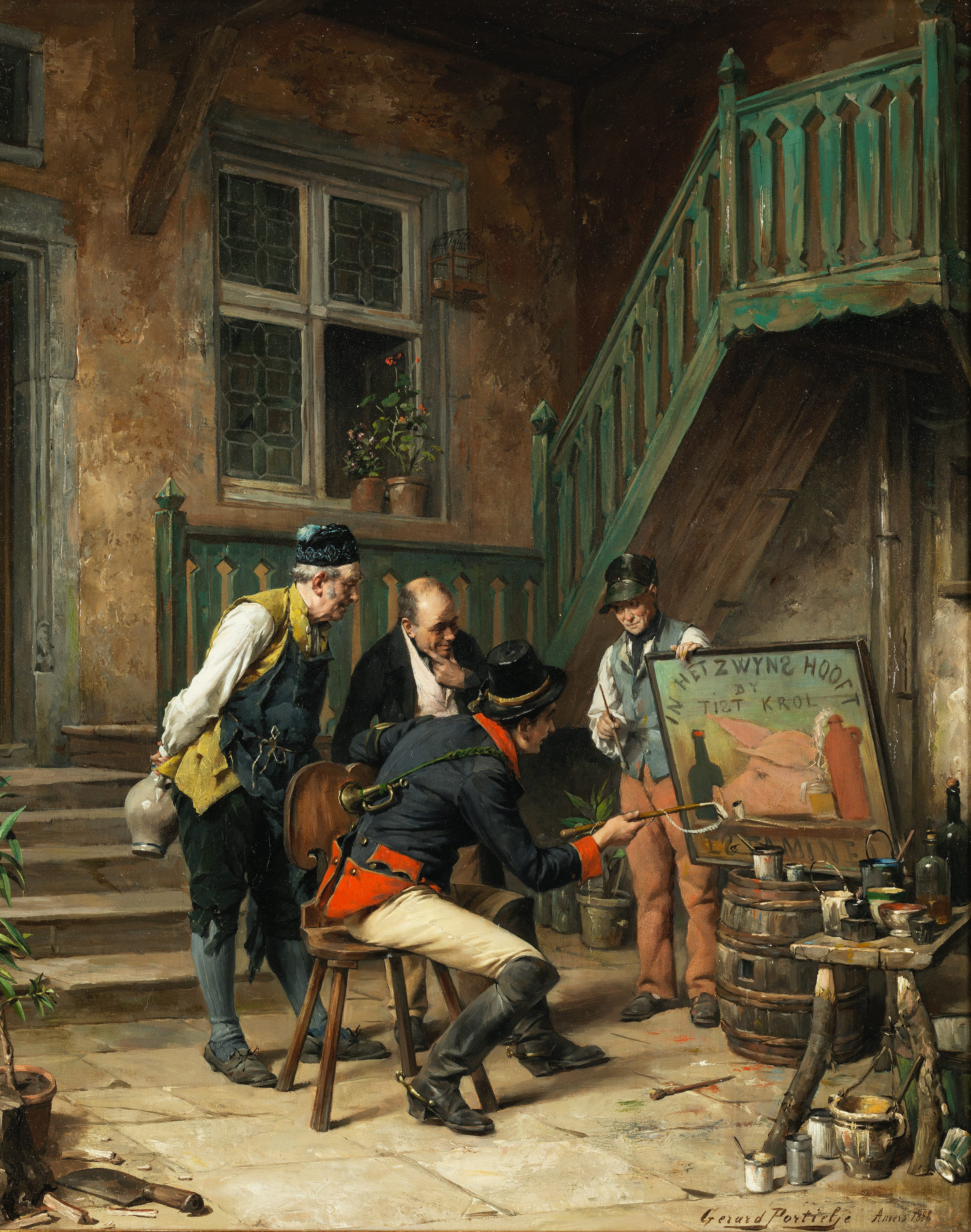
美術評論家 (1888)
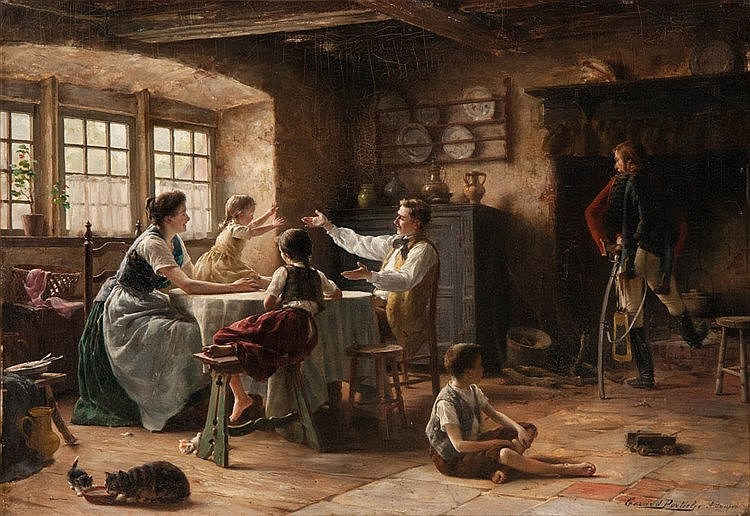
「帰宅」(c.1900)
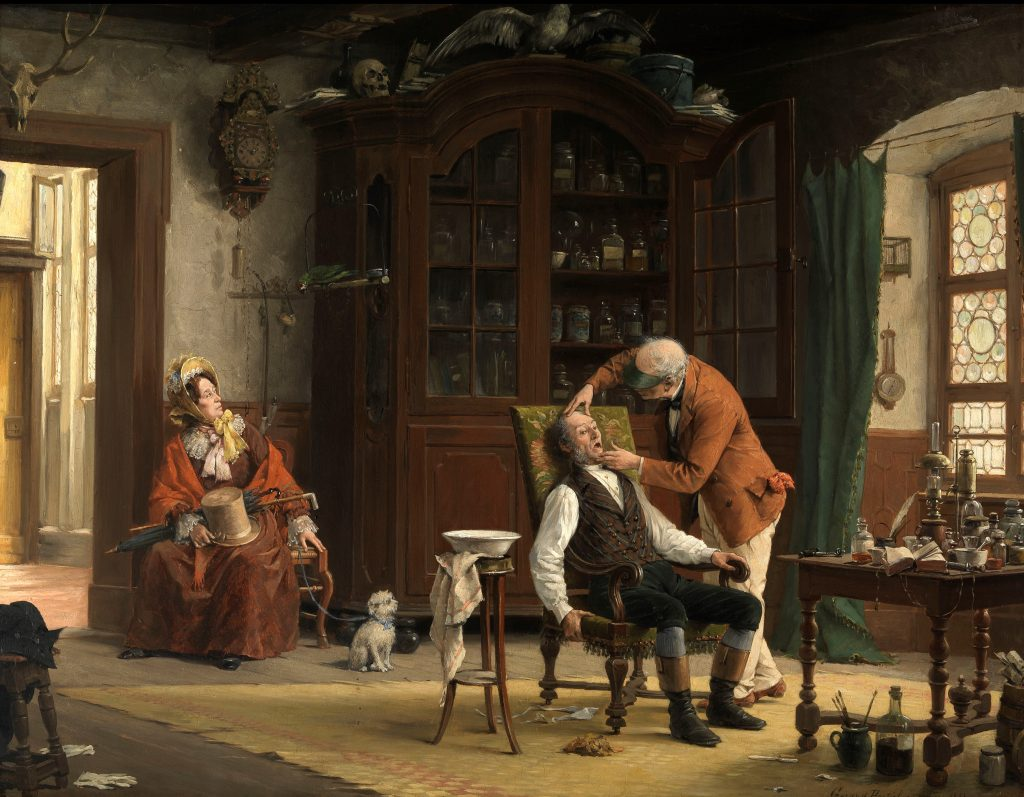
歯医者　(c.1900)
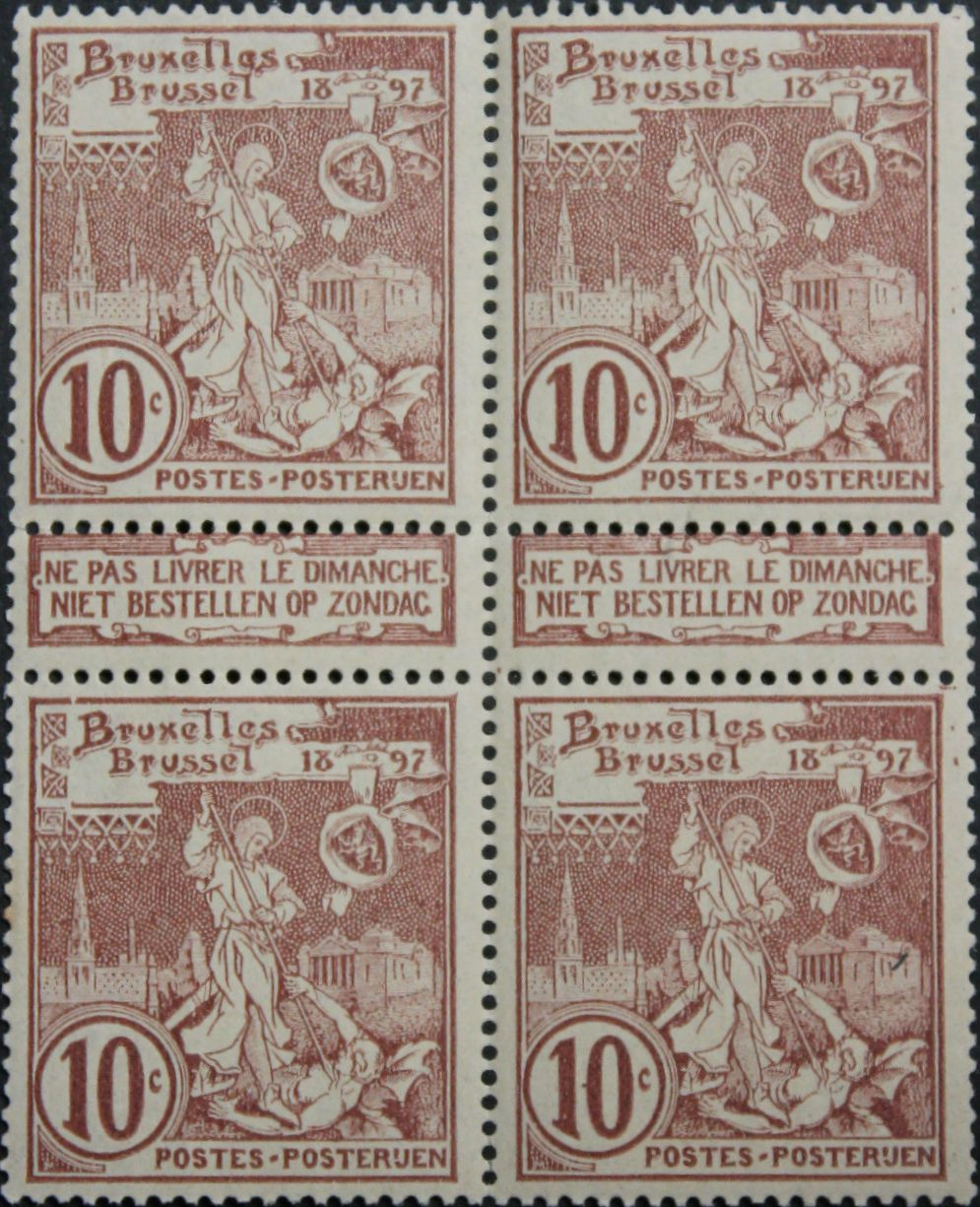
1896年にジェラール・ポルティーリエがデザインした郵便切手